# Martin Sheen
Martin Sheen (născut Ramón Gerardo Antonio Estévez la 3 august 1940) este un actor american de film.
Este tatăl actorilor Carlos Irwin Estévez (Charlie Sheen), Emilio Estévez, Ramón Estévez și Renée Estévez. În 1979 a strălucit alături de Marlon Brando în celebrul film al lui Francis Ford Coppola "Apocalipsul acum" (în original Apocalypse now), când a fost și nominalizat pentru Cea mai bună prestație masculină la Premiul BAFTA (1980).
Martin Sheen poate fi văzut împreună cu Claudia Lynx, în serialul american The West Wing.

## Filmografie selectivă
- 1967 Incidentul (The Incident), regia Larry Peerce : Artie Connors
- 1970 Catch-22, regia Mike Nichols : 1st Lieutenant Dobbs
- 1973 Badlands, regia Terrence Malick : Kit Carruthers
- 1976 Cassandra Crossing (The Cassandra Crossing), regia George P. Cosmatos
- 1976 Fetița care locuieaște în josul străzii (The Little Girl Who Lives Down the Lane), regia Nicolas Gessner
- 1979 Apocalipsul acum (Apocalypse Now), regia Francis Ford Coppola
- 1979 Aripa vulturului (Eagle's Wing), regia Anthony Harvey
- 1980 Numărătoare inversă (The Final Countdown), regia Don Taylor
- 1981 Spargerea (Loophole), regia John Quested
- 1982 Gandhi, regia Richard Attenborough
- 1982 Sezonul campionilor (That Championship Season), regia Jason Miller
- 1983 Enigma (Enigma), regia Jeannot Szwarc
- 1983 In the King of Prussia, regia Emile de Antonio
- 1983 Un bărbat, o femeie și un copil (Man, Woman and Child), regia Dick Richards
- 1984 Declanșatorul (Firestarter), regia Mark L. Lester
- 1987 În numele credinței (The Believers), regia John Schlesinger

- 1995 O sută și una de nopți (Les Cent et Une Nuits de Simon Cinéma), regia Agnès Varda

- 2002 Prinde-mă! Dacă poți! (Catch Me If You Can), regia Steven Spielberg

- 2010 The Way (The Way), regia Emilio Estevez
- 2021 12 Mighty Orphans (12 Mighty Orphans), regia Ty Roberts